# Rebecca Elson
Rebecca Elson (née en 1960 — morte en 1999) est une astronome et écrivaine canadienne.

## Biographie
Née à Montréal, au Québec, elle est la fille cadette de John Albert Elson, géologue et professeur à l'université McGill, et de Jeanne Bridgman, née Hickey. Elson voyage à travers le Canada à l'adolescence, la famille suivant le père dans ses recherches de terrain. Elle fait ses études secondaires à Montréal, puis est diplômée avec mention du Smith College en 1980. Elle obtient une maîtrise en physique à l'université de la Colombie-Britannique en 1982. Elle prépare une thèse de doctorat en astronomie, intitulée The rich star clusters in the Large Magellanic Cloud, au Christ's College de l'université de Cambridge en 1986.
Elson fait un postdoctorat à l'Institute for Advanced Study de Princeton, sous la direction de John N. Bahcall. Par la suite, elle obtient une bourse de recherche et d'enseignement (Bunting Fellowship) au Radcliffe College, où elle donne des cours sur les sciences et l'éthique.
À l'âge de 29 ans, Elson se fait diagnostiquer un lymphome non hodgkinien. Traitée, elle entre en rémission.
Au début des années 1990, Elson retourne à Cambridge pour y prendre un poste de recherche qu'elle occupera jusqu'à la fin de sa vie. Ses travaux portent sur les amas globulaires, l'évolution chimique et la formation des galaxies.
En 1996, elle se marie avec l'artiste italien Angelo di Cintio. Peu de temps après, à nouveau rattrapée par son cancer, elle meurt en mai 1999 à Cambridge, à l'âge de 39 ans.